# Jakob Moralt
Jakob Moralt (* 29. Dezember 1780 in München; † 21. Mai 1820 ebenda) war Bratschist und kgl. Hofmusiker.

## Leben
Jakob Moralt ging zu Christof Geitner in die Lehre und erlernte das Spiel auf der Altviola, in dem er es später zur Virtuosität brachte. Mit noch kaum 17 Jahren wurde er als Eleve in die kurfürstliche Hofmusik aufgenommen. Eleve oder Accessist in der kurfürstlichen Hofmusik sein zu dürfen, waren Lehrjahre zur Vervollkommnung auf dem Instrument und zur Einarbeitung in das Orchesterspiel, ohne Bezahlung und ohne Ansprüche auf spätere Übernahme in das Orchester-Ensemble.
Es hat sich wenig über Jakob Moralt erhalten, dessen Namen zwar viele in- und ausländische Musik-Lexika anführen, von dem aber nur soviel feststeht, dass er später wohlbestallter kgl. Hofmusiker war und ein Virtuose auf der Bratsche. Der „Musikalischen Akademie“ München gehörte Jakob Moralt seit ihrer Gründung an.
Mit seinen Brüdern Johann Baptist, Joseph und Philipp bildete er das so genannte Moralt-Quartett, eines der frühesten reisenden Streichquartette. Reisen führten es in die Schweiz, nach Frankreich, England und durch Deutschland. Zeitgenössische Berichte besagen, dass er sich großen Ruhm erwarb, besonders durch die Konzertreisen mit seinen Brüdern, die alle als gute Künstler, jeder auf seinem Instrument, berühmt waren – so F.J. Lipowsky: „Baierisches Musik-Lexikon, München 1811“, der es als Zeitgenosse wissen musste.
„He also played in the Munich orchestra, but not in the quartet“ vermerkt dagegen, Grove: „Dictionary of Music and Musicians. Vol. V, Seite 886“.
Vielleicht war Jakob nur kurzzeitig beteiligt, denn fast gleichzeitig tritt auch sein Bruder, der Bratschist Georg Moralt, als Mitglied des Quartetts auf.
Sicher ist, dass sich Jakob Moralt, nun kgl. Hofmusiker, am 29. Mai 1811, abends 6 Uhr in der St.-Peters-Kirche zu München mit Maria Therese Raabin, Bräumeisterstochter von Seefeld, trauen ließ, nachdem die kgl. Hofmusik-Intendanz dazu die vorgeschriebene Heiratslizenz für die kgl. Bediensteten erteilt hatte.
Als Moralt 1820 starb, war das älteste seiner sechs Kinder erst acht Jahre alt. Sein Bruder, der kgl. Instrumentaldirektor Joseph Moralt, übernahm die Erziehung der Waisen und heiratete ihre Mutter, bis dato seine Schwägerin, im Jahre 1827.

## Familie
Seine Eltern waren der Musiker Adam Moralt (1748–1811) und Maria Anna Kramer. Er hatte mindestens acht Geschwister:
- Joseph Moralt (1775–1855), Geiger
- Johann Baptist Moralt (1777–1825), Komponist
- Philipp Moralt (1780–1830), Violoncellist
- Clementine Moralt (1797–1845), Opernsängerin
- Carl Moralt (1800–1853), Kontrabassist
- Friedrich Moralt (1805–1869), Hornist
- Anton Moralt (1807–1862), Kontrabassist
- August Moralt (1811–1886), Violoncellist

Sein Schwager war der Opernsänger Julius Pellegrini (1806–1858).